# Inštitut za napredni študij
Inštitut za napredni študij (angleško Institute for Advanced Study, okrajšava IAS) v Princetonu, New Jersey,  ZDA je zasebno središče za teoretično znanstveno raziskovanje in intelektualno preiskovanje. Inštitut je verjetno najbolj znan kot akademska ustanova Einsteina, von Neumanna in Gödla, po njihovi emigraciji v ZDA. Med drugimi znanimi znanstveniki, ki so delali na Inštitutu, so: Witten, Oppenheimer, Dyson, Tomonaga, Regge, Panofsky, Thompson, Kennan, Weyl, Erdős, Atiyah, Walzer, Pauli, Barricelli, Selberg, Kodaira, DeWitt, Baker, Bahcall, Rosen, Vrabec, Wolfram in Maldacena (za popolnejši seznam glej seznam članov Inštituta za napredni študij). Kasneje so nastali tudi drugi inštituti za napredni študij, ki delujejo po podobnem modelu.
Od svoje ustanovitve Inštitut formalno ni povezan z Univerzo Princeton ali drugimi izobraževalnimi ustanovami, čeprav je imel vseskozi tesne, sodelujoče vezi s Princetonom. Ustanovila sta ga človekoljuba Louis Bamberger in Caroline Bamberger Fuld. Njegov prvi predstojnik je bil Abraham Flexner. Trenutni predstojnik Inštituta je Peter Goddard.
Inštitut je razdeljen na štiri dele: zgodovinske študije, matematika, naravoslovje in družboslovne vede, v zadnjem času pa ima tudi program na področju sistemske biologije. Stalno je zaposlenih 29 oseb, vsako leto pa podelijo 190 znanstvenih štipendij za gostujoče člane z več kot 100 univerz in raziskovalnih ustanov. Posamezniki postanejo člani Inštituta, vsak del pa ima svoj postopek nameščanja in učni režim. Člane izbere vsaka od fakultet iz vsakega dela od več kot 1500 prosilcev. Na Inštitut pridejo za eno ali več let, večinoma pa za eno leto. Vse člane, mlade raziskovalce ali znanstvenike na začetku svojih znanstvenih poti, ali uveljavljene raziskovalce izberejo na podlagi njihovih izjemnih dosežkov in obetavnosti.

## Predstojniki Inštituta
- Abraham Flexner (1930-1939)
- Frank Aydelotte (1939-1947)
- Julius Robert Oppenheimer (1947-1966)
- Carl Kaysen (1966-1976)
- Harry Woolf (1976-1987)
- Marvin Leonard Goldberger (1987-1991)
- Phillip Griffiths (1991-2003)
- Peter Goddard (2004-sedanjost)